# البطولات الفرنسية 1961 (كرة مضرب)
قائمة بطولات دورة رولان غاروس الدولية لعام 1961 (المعروفة الآن بدورة رولان غاروس) :

## الكبار

### فردي رجال
مانويل سانتانا هزم  نيكولا بيترنغيلي, النتيجة: 4-6 6-1 3-6 6-0 6-2

### فردي سيدات
أن هايدن هزمت  يولا راميريز, النتيجة: 6-2 6-1